# 公哥罗古罗思监藏班藏卜
公哥罗古罗思监藏·班藏卜（藏語：ཀུན་དགའ་བློ་གྲོས་རྒྱལ་མཚན་，威利转写：kun dga' blo gros rgyal mtshan，1299年—1327年）即贡噶洛追坚赞·贝桑布（班藏卜/贝桑布，藏語：དཔལ་བཟང་པོ་，威利转写：dPal bZang-po，「善的」「好的」之意，为加于祖古名字之后的尊称而非名字），藏族，藏传佛教萨迦派高僧，元朝帝师。

## 生平
他是萨斯迦款氏家族人，八思巴侄孙。《萨迦世系史》称他是萨迦本钦阿迦仑奉献给达尼钦波桑波贝的妻子贡噶本所生。十一岁时（1309年）赴朝廷朝见元仁宗爱育黎拔力八达（即普颜笃），受皇帝、后妃、大臣的崇奉。至治元年（1321年）十二月奉命返藏。又称，他二十岁时（1322年）返回西藏，因自幼进京，未受具足戒，从高僧受戒。造金汁书写的大藏经《甘珠尔》，将收集到的印度学者的经论著作，由博学而晓梵文的僧人译为藏文，并赴各大寺院，向数万僧众发放了每人一钱黄金的布施，并向元朝皇帝奏请免除了卫藏地区数年的赋税。二十六岁时（1324年），达尼钦波桑波贝逝世，他乃将他的众多异母弟弟们分成四个拉章。后来，元朝朝廷又派来使者迎请，于是他东行赴朝廷，获皇帝、太子、后妃、大臣等以盛大的鼓乐迎入宫内，宣讲佛法。《红史》称其历任元仁宗普颜笃、元英宗格坚、泰定帝也孙铁木儿的帝师，逝于大都，享年二十九岁（1327年）。
《元史·仁宗纪》载，延佑二年（1315年）二月，“庚子，诏以公哥罗古罗思监藏班藏卜为帝师，赐玉印，仍诏天下。”《元史·释老传》载：“相兒加思巴嗣，延佑元年卒。二年，以公哥罗古罗思监藏班藏卜嗣，至治三年卒。”至治三年即1323年。《历代佛祖通载》称其死于丁卯年，即1327年。由此可知，《元史·释老传》中的“至治三年卒”为误记。
他在帝师任内，极力维护寺院地位。1317年，奉旨赐韶州南华禅寺（今广东仁化县境内）、广州南华戒院法旨，告谕当地文武官员和僧俗军民使臣，不得随意住坐搅扰寺院，不得侵占寺院佃户、财产,让僧众安静修行，寺僧也不得倚势作违法之事。1319年十月十五日，又赐大名路浚州（今河南浚县）天宁寺法旨，明令当地军民百姓要保护寺院，禁抢夺寺院财物。十一月八日赐波东艾地方法旨，禁止当地军政人员侵占寺院属下的庄园、人户、土地、牧场。